# Río Suwannee
El río Suwannee, también escrito Suwanee (del inglés: Suwannee River) es un río del sureste de los Estados Unidos, uno de los principales ríos del sur de Georgia y el norte de Florida que desagua en el golfo de México. Es un río de aguas negras, unos 428 kilómetros de largo. El río Suwannee es el sitio de los prehistóricos estrechos de Suwannee, que separaban la península de la Florida del panhandle continental.En los primeros mapas españoles de 1562, el río se llamaba "Río de Juan Ponce".
El río Suwannee no debe ser confundido con la ciudad homónima localizada en la cima de la montaña de Sewanee, Tennessee, sede de la Universidad del Sur (University of the South). Una popular pegatina dice «Sewanee is not a river» («Sewanee no es un río»).

## Geografía
El río Suwannee nace en el pantano Okefenokee, emergiendo cerca de la ciudad de Fargo, Georgia. El río discurre hacia el suroeste de Florida, con un ligero descenso, que se acentúa al pasar a través de las capas de piedra caliza existentes en los rápidos de aguas bravas. A continuación, gira hacia el oeste cerca de White Springs, Florida, recibiendo las aguas de los ríos Alapaha (306 km) y Withlacoochee, que drenan gran parte del centro-sur del estado de Georgia. Estos meandros forman la frontera sur del condado de Hamilton, en Florida. A continuación, el río gira hacia el sur, cerca de Ellaville, y luego al sureste, cerca de Luraville, donde recibe al río Santa Fe (121 km), procedente del este, justo aguas abajo de Branford. Luego sigue hacia el sur hacia el golfo de México, donde acaba desembocando cerca de la homónima ciudad de Suwannee.

### El valle de Suwannee
A medida que el río gira hacia el noroeste, cerca de White Springs, en Florida, comienza a ser el límite del Valle de Suwannee y el Condado de Suwannee. Continua para formar una curva en forma de "C", mientras cae ya hacia el sureste y luego de nuevo al sur.

## Historia
En la época de la exploración española de la zona, hacia 1530, las orillas del río estaban habitadas por la tribu amerindia de los timucua. Jerald Milanovich señala que el nombre «Suwannee» provendría de «San Juan-ee», por las misión española del siglo XVII de San Juan de Guacara, establecida sobre el río conocido por los españoles como «Guacara». En el siglo XVIII, las tribus seminolas vivían junto al río. 
Geográficamente, el río ha sido frontera entre la Florida Occidental y la Oriental, aunque la división británica tras el Tratado de Paris de 1763 la fijó más al oeste, en el Río Apalachicola.
El barco de vapor Madison operó en el río antes de la Guerra de Secesión, y los manantiales de sulfuro hicieron de White Springs un centro de salud popular, con 14 hoteles en funcionamiento a finales de 1800.

## Diversión

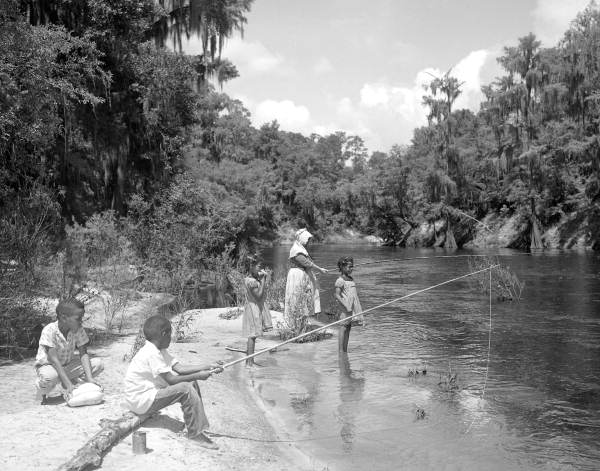
Niños pescando en el río Suwannnee, 1957.

Un aspecto único del río Suwannee es el «camino salvaje del río Suwannee» (Suwannee River Wilderness Trail). El camino es un esfuerzo cooperativo del «Departamento de Protección Ambiental» (Department of Environmental Protection) de Florida, del «Distrito de gestión del agua del río Suwannee» (Suwannee River Water Management District ) y las ciudades, empresas y ciudadanos de la región de ocho condados de la cuenca del río Suwannee. El camino comprende 170 millas a lo largo del río, desde el «Parque estatal centro de cultura popular Stephen Foster» (Stephen Foster Folk Culture Center State Park) hasta el golfo de México.
El Refugio de Vida Silvestre del Bajo Suwannee (Lower Suwannee National Wildlife Refuge) ofrece observación de aves y vida silvestre, fotografía, pesca, piragüismo, caza y paseos interpretativos. Se está construyendo un recorrido de la vida silvestre junto con varias pasarelas y torres de observación que ofrecen vistas del refugio de vida silvestre y su hábitat.
En los últimos años, el río Suwannee ha sido un sitio de encuentro para la música. El «Magnolia Festival», el «SpringFest» y el «Wanee» se celebran anualmente en Live Oak, Florida, en el «Spirit of the Suwannee Music Park», junto al río.